# Arroyo de la Luz (kommunhuvudort)
Arroyo de la Luz är en kommunhuvudort i Spanien.   Den ligger i provinsen Provincia de Cáceres och regionen Extremadura, i den centrala delen av landet, 270 km väster om huvudstaden Madrid. Arroyo de la Luz ligger 352 meter över havet och antalet invånare är 6 671.
Terrängen runt Arroyo de la Luz är platt. Runt Arroyo de la Luz är det ganska glesbefolkat, med 47 invånare per kvadratkilometer. Närmaste större samhälle är Cáceres, 18,2 km öster om Arroyo de la Luz. Trakten runt Arroyo de la Luz består till största delen av jordbruksmark.